# Roussalka (canonnière)
Pour les articles homonymes, voir Roussalka (homonymie).
La Roussalka (en russe : Русалка, en français : la Sirène) est un monitor de la Marine impériale de Russie appartenant à la Flotte de la Baltique ; la Roussalka et son équipage connurent un destin tragique dans le golfe de Finlande.

## Service
La Roussalka leva l'ancre dans le port de Revel et mit le cap vers Helsingfors. Au cours de ce voyage, elle sombra corps et biens dans le golfe de Finlande, le 7 septembre 1893.
177 marins trouvèrent la mort dans ce naufrage.

## Découverte de l'épave

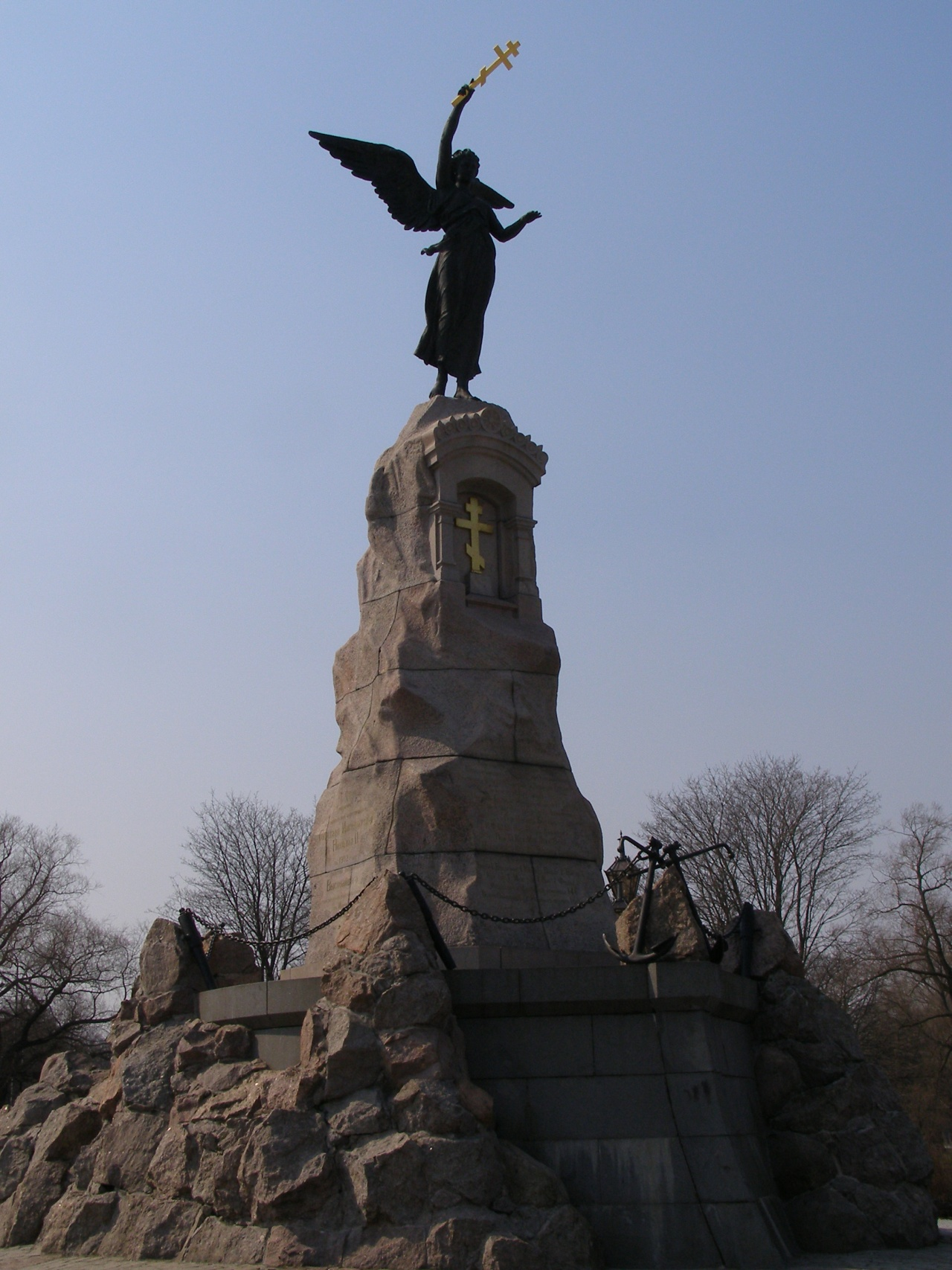
Mémorial en mémoire des marins du Roussalka, sculpté par Amandus Adamson en 1902 à Revel, aujourd'hui Tallinn, dans le parc du château de Catharinenthal

La position de l'épave de la Roussalka resta inconnue jusqu'en juillet 2003, où elle fut détectée par un sonar.
Retrouvée à une profondeur de 94 mètres, la canonnière fut découverte dans une position inhabituelle. La Roussalka avait plongé directement dans les fonds boueux de la baie en faisant naufrage et la proue en avant resta dans cette position. Un autre navire, le HMS Victoria, gît dans la même position, à une profondeur presque identique, au large de Tripoli au nord du Liban.